# L'independent de Gràcia
L'independent de Gràcia és un setmanari editat per una associació cultural –del mateix nom–, imprès en paper, que conté informació de proximitat en llengua catalana i de distribució gratuïta, publicat a Barcelona, el Barcelonès (Catalunya). Va ser fundat el 14 d'agost de 2000, inicialment com a publicació mensual i dirigit llavors pel periodista Xavier Borràs.
L'àmbit de distribució del setmanari i de cobertura de les informacions són els cinc barris del Districte de Gràcia de la ciutat de Barcelona: la Vila de Gràcia, el Coll, Vallcarca i els Penitents, la Salut, i el Camp d'en Grassot-Gràcia Nova.
L’Associació Cultural L’independent de Gràcia forma part de l'Associació de Mitjans d’Informació i Comunicació (AMIC), i de l’edició que fa del setmanari, se’n distribueixen uns 8500 exemplars setmanals, cada divendres, a més de 700 punts del districte, sense comptar la llar de totes les sòcies. Així mateix, també publica la revista a l'apartat d'hemeroteca de la seva pàgina web, on s'hi poden consultar tots els números des del 2008.

## Història
El setmanari es fundà el 14 d'agost del 2000. El director dels primers vuit números fou Xavier Borràs. Després, el periodista Albert Balanzà estigué a càrrec de la direcció durant 24 anys fins a arribar al número 1000. Entomà el relleu i n’és el seu actual director el periodista Jordi Notó. Així mateix, conformen l’equip de redacció actual al seu costat: Laura Minguella com a cap de Cultura i Biel Minguell com a cap d’Esports i digital, a part d’un equip de col·laboradors puntuals.
L'any 2014 neix l'Associació Cultural L’independent de Gràcia amb l’objectiu de donar continuïtat al setmanari, fent d'editora de la publicació. El format d’associació, a més, permet que la gent del districte que vol donar suport al mitjà, pugui incidir amb el seu vot a les assemblees generals, i dur a terme diferents iniciatives com a entitat per tal d'apropar la cultura a les seves sòcies i a la gent del districte. En són exemples la col·laboració amb els Cinemes Verdi per a La Marató de 3CAT, la participació al Concurs Literari Vila de Gràcia, o la promoció i organització del Vila Màgica Festival Internacional de màgia a Barcelona, entre d'altres esdeveniments.
El 2020, amb una nova junta encapçalada per Emeteri Frago com a president de l’associació, es reformula la pàgina web amb una nova línia visual i una navegació més còmoda. Així mateix, es crea un canal d’Instagram per donar visibilitat tant a les notícies com a les activitats de l’entitat.
Tot i no poder dur a terme una gran celebració en commemoració dels 20 anys recorreguts a causa de la COVID-19, i més endavant haver d’afrontar la complicació econòmica que aquest episodi suposà per a l’edició, l’any 2022 l’associació organitza un seguit d’activitats per celebrar els 900 números, i crea un curt d’anunci per a sala de cinema per a l’ocasió.
Així mateix, a finals del 2022, i amb intenció de promoure la digitalització i participació veïnal, l’associació crea un Canal de Telegram mitjançant el qual arribar a les persones interessades en la publicació de forma directa, i inaugura un nou espai exclusiu a la pàgina web, consistent en tres canals temàtics, relacionats amb la gastronomia, l’esport i la interculturalitat i l’espiritualitat, mitjançant els quals diferents col·laboradors, coordinen i donen veu a iniciatives, persones i projectes del districte relacionats amb aquestes temàtiques.
El 2023, aquest espai s’expandeix amb tres canals més, relacionats amb la història, l’aprenentatge a partir dels jocs i la joventut respectivament, i s’inaugura el pòdcast La Gràcia de la Cultura. També es comença a plantejar el contingut audiovisual a YouTube, mitjançant l’espai Independent TV.
El 2024 crea un Grup de Telegram dividit per temes anomenat Participa, que inclou un espai de Xat obert per a suggeriments i la discussió de temes entre les integrants. Durant aquest període, també s’incorpora a l’associació el col·lectiu Minerva Dones Creadores de Gràcia, integrat per dones artistes amb relació amb el districte i s’inicia un pòdcast per promoure’n la seva visibilitat.
Aquest mateix any, promou i organitza, del 10 al 13 d’octubre i en un esforç col·laboratiu conjuntament amb diverses entitats del districte, la 1a edició del Vila Màgica – Festival Internacional de màgia a Barcelona.
A finals d’any, a més, estableix una col·laboració amb l’Orfeó Gracienc per inaugurar i gestionar la Sala Nusos, un espai dedicat a la cultura, on exposar obres de diferents disciplines i autores i on també organitzar debats, xerrades i altres activitats culturals.